# Groupe d'armées H
Le groupe d'armées H (en allemand Heeresgruppe H) était une unité de commandement de la Wehrmacht durant la Seconde Guerre mondiale. Le H correspondant à Holland, le nom allemand de la Hollande. Le Heeresgruppe H est activé le 11 novembre 1944. Le 7 avril 1945, le groupe d'armée H change de nom pour Oberbefehlshaber Nordwest.

## Commandement

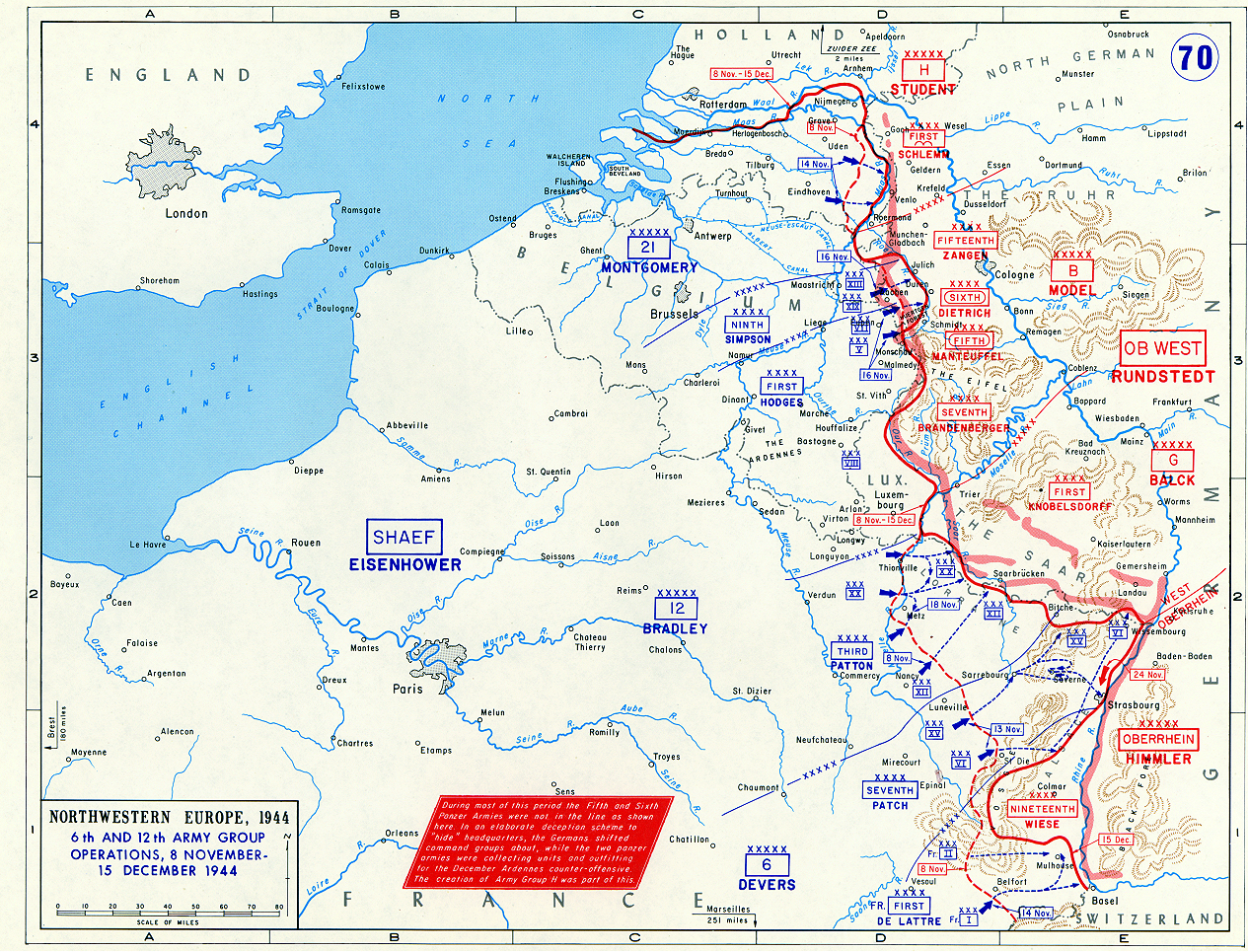
La situation de l'Ob. West du 8 novembre 1944 au 15 décembre 1944 avec du Nord au Sud : le Heeresgruppe H, Heeresgruppe B, Heeresgruppe G, et l'Ob. Oberrhein (indépendant).

| Période                            | Commandant                        |
| ---------------------------------- | --------------------------------- |
| 7 novembre 1944 au 29 janvier 1945 | Generaloberst Kurt Student        |
| 30 janvier 1945 au 14 mars 1945    | Generaloberst Johannes Blaskowitz |
| 15 mars 1945 au 5 mai 1945         | Generalfeldmarschall Ernst Busch  |

## Organigramme
Unité organique du Groupe d'armées H
- Nachrichten-Rregiment 607

Unités sous le commandement du Groupe d'armées H
| Date         | Armée                             |      |
| 1944         | 1944                              | 1944 |
| ------------ | --------------------------------- | ---- |
| Décembre     | - 1. Fallschirm-Armee - 15e armée |      |
| 1945         |                                   |      |
| Janvier-Mars | - 1. Fallschirm-Armee - 25e armée |      |

## Historique

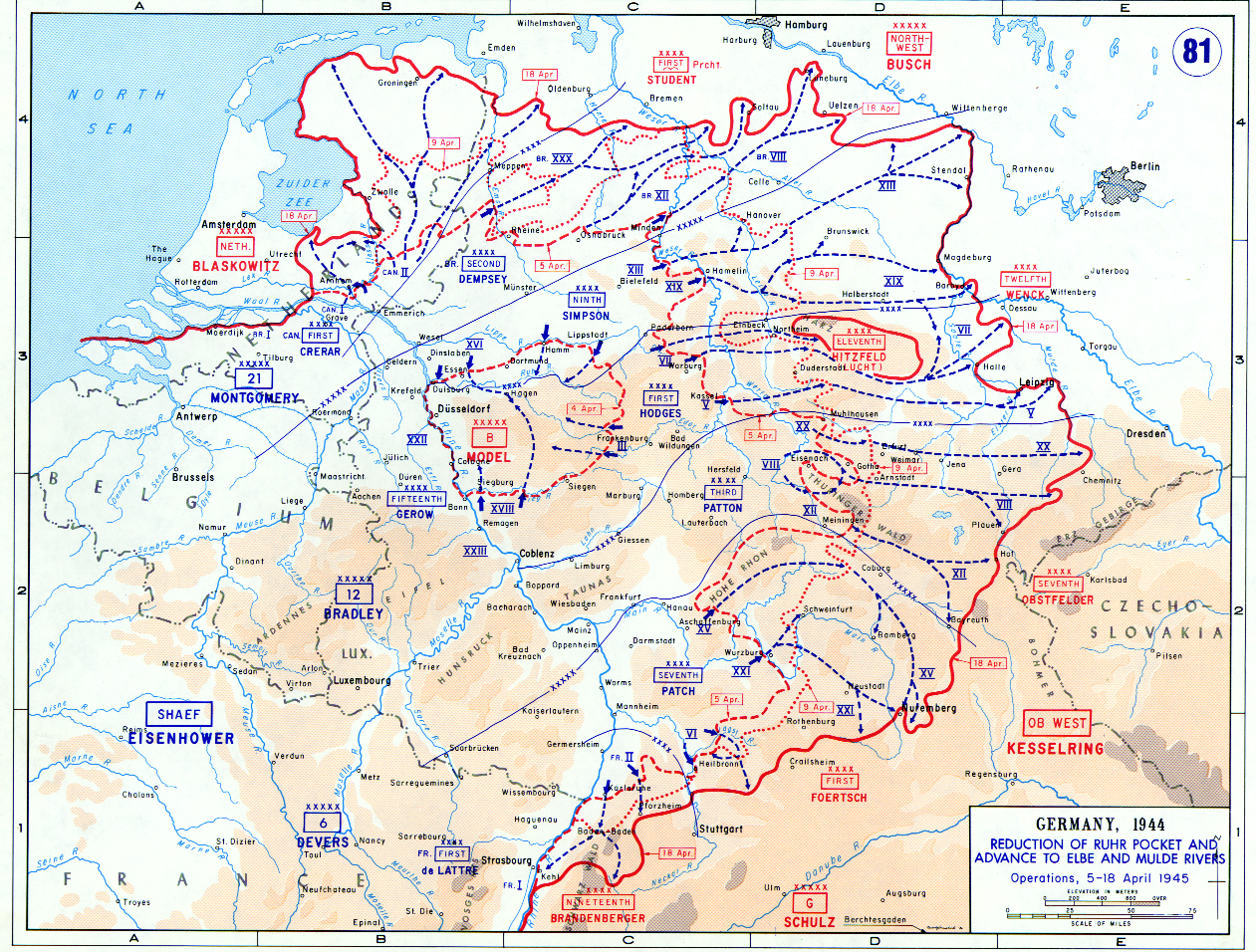
La situation de l'Ob. Nordwest et de l'Ob. West du 5 au 18 avril 1945

Séparé de l'Ob. West par l'avance des troupes Alliées, le Heeresgruppe H est renommé le 7 avril 1945 Oberbefehlshaber Nordwest (Haut-commandement Nord-Ouest). Au mois d'avril 1945, l'Oberbefehlshaber Nordwest commande l'Armeegruppe Blumentritt, la 1. Fallschirm.Armee et l'Ob. Niederlande (25e armée).

## Capitulation

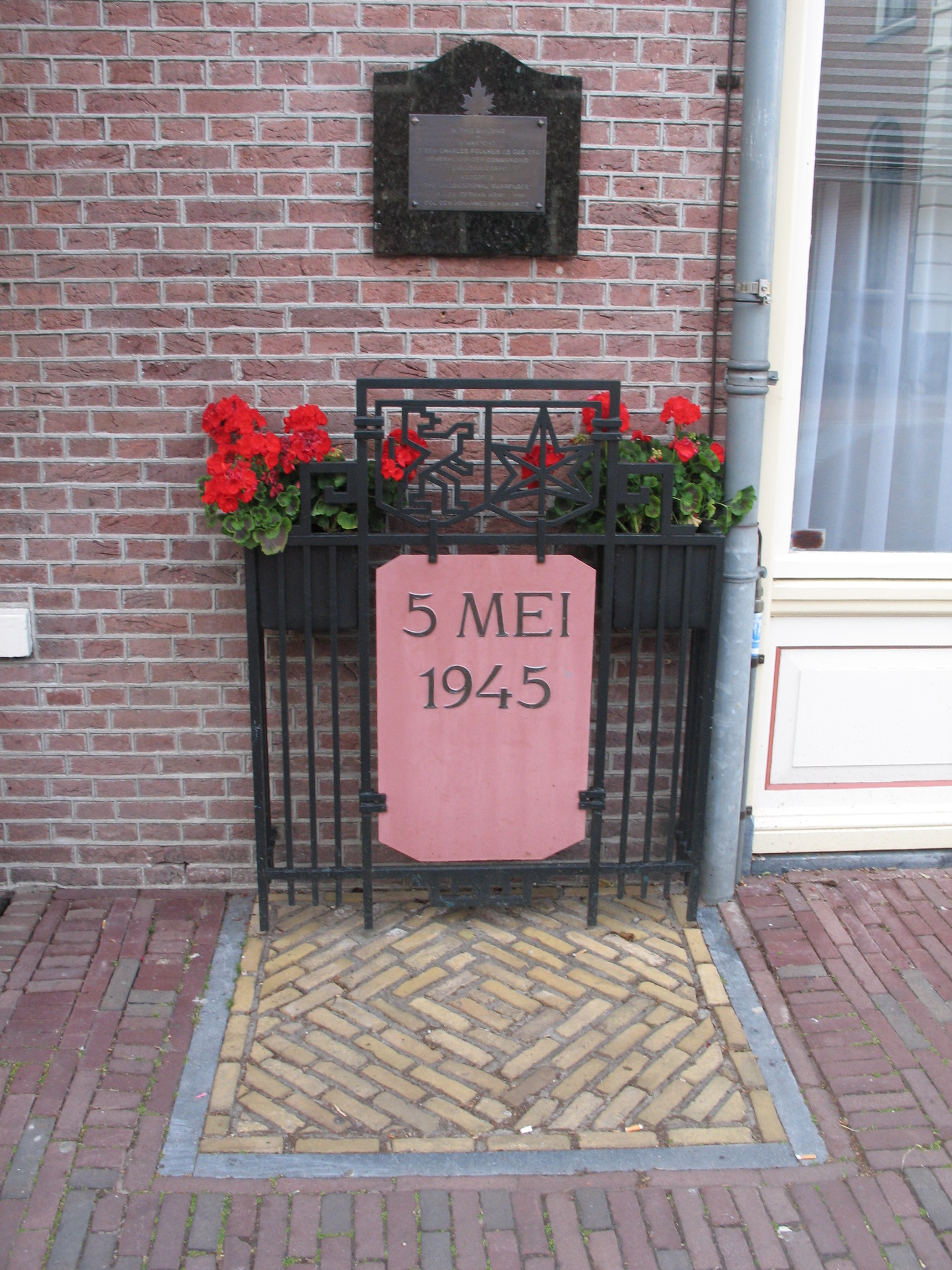
Monument à l'hôtel de Wereld, célébrant la Capitulation et la fin de la guerre aux Pays-Bas.

Le 5 mai 1945 à 16 h 30, le général Blaskowitz signe l'acte de capitulation des unités commandées par l'Oberbefehlshaber Nordwest à l'hôtel de Wereld, dans la ville de Wageningue, en présence du général Charles Foulkes (commandant en chef du 1er corps canadien) et du prince Bernhard zur Lippe Biesterfeld, qui agit en tant que commandant en chef des troupes intérieures néerlandaises. Les combats devaient cesser le 5 mai à 0 h .